# لين بول
لين بول (بالإنجليزية: Lynn Poole)‏ هو مؤلف أمريكي، ولد في 11 أغسطس 1910 في إيجل غروف في الولايات المتحدة، وتوفي في 14 أبريل 1969 في لوس أنجلوس في الولايات المتحدة.